# Lokomotivverzugwinde

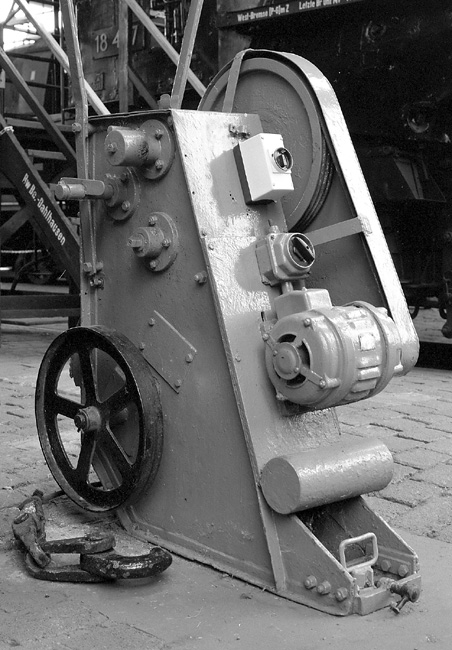
Elektrische Lokomotivverzugwinde im Eisenbahnmuseum Bochum-Dahlhausen

Eine Lokomotivverzugwinde ist ein technisches Gerät zum Bewegen abgestellter Lokomotiven.
Dies können defekte Diesellokomotiven oder Elektrolokomotiven, aber auch kalt abgestellte Dampfloks sein. Gerade bei letzteren waren die Winden wichtig, da das Anheizen einer Dampflokomotive mehrere Stunden in Anspruch nimmt. Daher waren Lokomotivverzugwinden in fast allen Dampflok-Bahnbetriebswerken zu finden. Ihr Antrieb erfolgte meist elektrisch. Über Umlenkrollen konnten auch Gleise bedient werden, die sich nicht am eigentlichen Standort der Winde befanden.